# Остапенко Филимон Петрович
Филимо́н Петро́вич Оста́пенко (22 грудня 1903, місто Кременчук, тепер Полтавської області — 13 липня 1974, місто Київ) — радянський діяч, історик, 1-й секретар Сталінського районного комітету КП(б)У міста Києва, голова Київської обласної ради професійних спілок, кандидат історичних наук.

## Біографія
З восьмирічного віку наймитував у поміщика. Потім працював робітником механічного заводу.
З січня 1918 по 1927 рік служив у 25-й Чапаєвській дивізії Червоної армії, учасник громадянської війни в Росії на Східному, Південному, Західному фронтах. У 1920-х роках брав участь у військових діях проти загонів басмачів на Туркестанському фронті.
Член ВКП(б) з 1924 року.
У 1928 році закінчив історико-філологічний факультет Вінницького інституту народної освіти.
У 1929—1933 роках — у Червоній армії.
У 1934 році закінчив Інститут червоної професури.
У складі комуністичних інтернаціональних бригад брав участь у громадянській війні в Іспанії в другій половині 1930-х років.
Потім — на партійній роботі в Українській РСР: працював секретарем Київського міського комітету КП(б)У, у Кагановицькому районному комітету КП(б)У міста Києва.
На травень 1938 — грудень 1939 року — завідувач відділу пропаганди і агітації Київського міського комітету КП(б)У.
З червня 1941 року — в Червоній армії, учасник німецько-радянської війни. До 23 вересня 1941 року служив військовим комісаром 36-го стрілецького корпусу РСЧА лівого сектору оборони міста Києва Південно-Західного фронту. Потім був військовим комісаром ударного оперативного угрупування військ Ростовського напрямку Південного фронту, перебував на політичній роботі в 214-й стрілецькій дивізії. З вересня 1942 року служив заступником начальника політичного відділу 44-ї армії. 
З січня 1944 по 1948 рік — 1-й секретар Сталінського районного комітету КП(б)У міста Києва.
У 1948—1953 роках — голова Київської обласної ради професійних спілок.
Обирався членом президії Української республіканської ради професійних спілок (УРРПС). Член Українського республіканського комітету захисту миру з вересня 1951 року.
Захистив кандидатську дисертацію на тему «Зміцнення більшовицьких організацій України в 1912—1914 роках».
Потім — викладач, старший викладач кафедри марксизму-ленінізму, в. о. доцента, доцент кафедри історії КПРС, завідувач кафедри гуманітарних дисциплін для іноземних студентів Київського державного університету імені Тараса Шевченка. У 1968 — 13 липня 1974 року — доцент кафедри історії КПРС природничих факультетів Київського державного університету імені Тараса Шевченка.
Помер 13 липня 1974 року в Києві.

## Основні праці
- Укрепление большевистских организаций Украины в 1912—1914 гг. Киев, 1956.
- Українська РСР у Великій Вітчизняній війні Радянського Союзу (1941—1945).
- КПРС в період Великої Вітчизняної війни 1941—1945 рр.

## Звання
- полковник

## Нагороди і відзнаки
- два ордени Червоного Прапора (30.04.1945)
- орден Трудового Червоного Прапора (23.01.1948)
- два ордени Червоної Зірки (6.07.1943)
- медаль «Партизанові Вітчизняної війни» І ст. (19.02.1946)
- медаль «За оборону Сталінграда»
- медаль «За оборону Кавказу»
- медаль «За перемогу над Німеччиною у Великій Вітчизняній війні 1941—1945 рр.»
- медаль «За доблесну працю у Великій Вітчизняній війні 1941—1945 рр.»
- медалі